# سیارک ۴۰۰۹
سیارک ۴۰۰۹ (به انگلیسی: 4009 Drobyshevskij، نامگذاری:1977EN1) چهار هزار و نهمین سیارک کشف شده‌است که در ۱۳ مارس ۱۹۷۷ کشف شد.
قدر مطلق سیارک برابر ۱۲٫۵۰ است.